# Sea Shepherd (schip, 1960)
De Sea Shepherd was het eerste schip van de organisatie Sea Shepherd. Het voer onder de naam Westella als trawler H194 voor J Marr & Sons Ltd in Hull. Off. Number: 301629 Het schip werd op op 22 november 1978 gekocht door Paul Franklin Watson, Canada. Deze was gevoelig geworden voor de walvisjacht en kreeg een doel voor ogen: het beëindigen van de walvisvangst door de Sierra, een schip dat opereerde op de Atlantische Oceaan. Met behulp van diverse donaties kocht hij de 19 jaar oude kabeljauwtreiler, brandstof en overige benodigdheden met als bestemming het bestuderen en beschermen van zeedieren. Hij zette haar in tegen de walvisjacht van de Sierra.

## Campagne
Op 15 juli 1979 wist Paul Watson, de Sierra te vinden en een dag later ramde hij het schip twee maal. De tweede klap sloeg aan bakboordzijde een gat van 2-3 meter. November 1979 werd de Sea Shepherd, zonder hoorzitting of rechtszaak, als schadevergoeding aan de eigenaren van de Sierra toegewezen. Omdat het schip waarschijnlijk voor de walvisvangst gebruikt zou gaan worden, liet Paul en zijn bemanning het schip zinken. Na dure reparaties door de eigenaren van de Sierra, werd ook dit schip in de haven van Leixões (Portugal) tot zinken gebracht. Het schip is uiteindelijk gelicht en verkocht voor de sloop.